# Влоцлавецкая ГЭС
Влоцлавекская ГЭС — гидроэлектростанция на севере Польши в городе Влоцлавек (Куявско-Поморское воеводство).
Сооружена на крупнейшей польской реке Висла в её нижнем течении. У левого берега расположены сооружения бетонной части плотины: судоходный шлюз, машинный зал и десять водопропускных шлюзов. Далее к правому берегу тянется широкая (более 100 метров) земляная плотина. Во время сооружения ГЭС выполнены земляные работы в объёме 8 млн м³ и использовано 380 тыс. м³ бетона. Учитывая равнинный характер местности, плотина довольно невысокая — 24 метра, и обеспечивает напор лишь в 8,8 метра.
В машинном зале установлено шесть турбин типа Каплан мощностью по 26,7 МВт, изготовленных в Харькове. Это оборудование обеспечивает годовое производство на уровне 739 млн кВт·ч.
Выдача продукции происходит по ЛЭП, работающим под напряжением 110 кВ.